# Nanclars
Nanclars – miejscowość i gmina we Francji, w regionie Nowa Akwitania, w departamencie Charente.
Według danych na rok 1990 gminę zamieszkiwało 201 osób, a gęstość zaludnienia wynosiła 35 osób/km² (wśród 1467 gmin regionu Poitou-Charentes Nanclars plasuje się na 796. miejscu pod względem liczby ludności, natomiast pod względem powierzchni na miejscu 1044.).